# 景东娃儿藤
景东娃儿藤（学名：Tylophora chingtungensis）是夹竹桃科娃儿藤属的植物，为中国的特有植物。分布于中国大陆的四川、云南等地，生长于海拔2,100米的地区，常生长在山地林中以及攀援树上，目前尚未由人工引种栽培。